# 埃氏馬
埃氏馬也称艾氏馬（Equus eisenmannae）是一種已滅絕的馬，生存在240-250萬年前更新世早期的中國甘肅。
埃氏馬長約2.7-3米，高約1.8米，體型較現今的馬及普氏野馬都要大。牠們的肢骨較長，而蹄亦較窄，可見牠們非常靈活。牠們的面部較長，可達73厘米長，可以容納更大的齒列，來吃難以消化的硬草。在吃草時眼睛仍可以保持在草叢的上方，監視掠食者的侵襲。

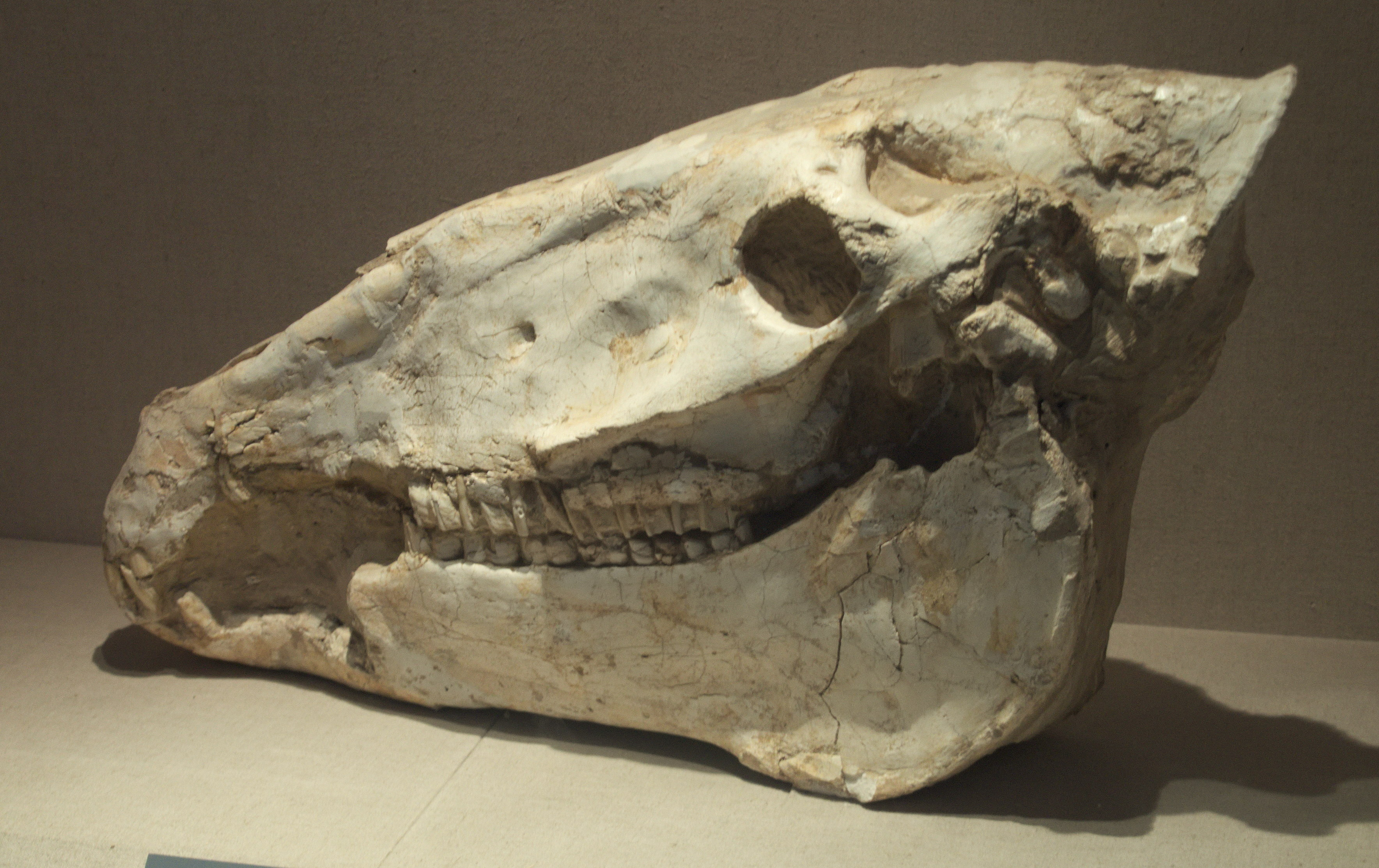
甘肃省的的‘’艾氏马‘’头骨。